# 23176 Missacarvell
23176 Missacarvell è un asteroide della fascia principale. Scoperto nel 2000, presenta un'orbita caratterizzata da un semiasse maggiore pari a 2,7154120 UA e da un'eccentricità di 0,0640310, inclinata di 2,32983° rispetto all'eclittica.